# 薄叶柃
薄叶柃（学名：Eurya leptophylla）为山茶科柃木属下的一种常綠小喬木、灌木，叶披針形，原产于臺灣中高海拔地區。

## 扩展阅读
維基物種上的相關：薄叶柃